# City of Burnie
City of Burnie is een Local Government Area (LGA) in Australië in de staat Tasmanië. City of Burnie telt 19.692 inwoners. De hoofdplaats is Burnie.